# ピードモント航空
ピードモント航空（英: Piedmont Airlines）は、かつて存在したアメリカ合衆国の大手航空会社。

## 概要

### 創業期
1940年に、航空機の販売やパイロットの訓練などを行なう会社として、ノースカロライナ州ウィルミントンに設立された「ピードモント・アヴィエーション」が前身である。当時は航空会社としての活動は行っていなかった。
その後、第二次世界大戦中の1944年に地域航空会社として運航認可を取得したが、この時は「ピードモント・アヴィエーション」の一部門という位置付けであった。1947年にはノースカロライナ州のみならず、テネシー州、ケンタッキー州、オハイオ州、バージニア州などの近隣の州にある37都市を結ぶ路線を運航していた。

### 独立

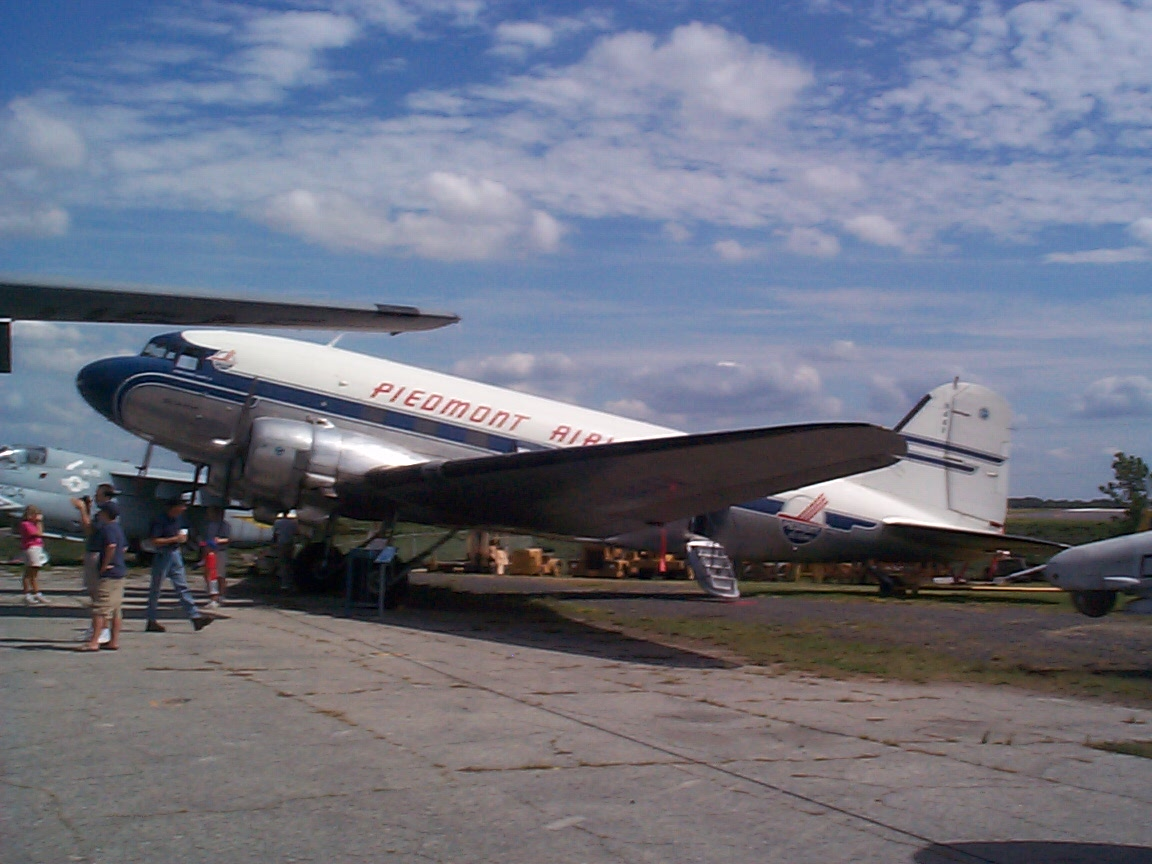
ダグラスDC-3

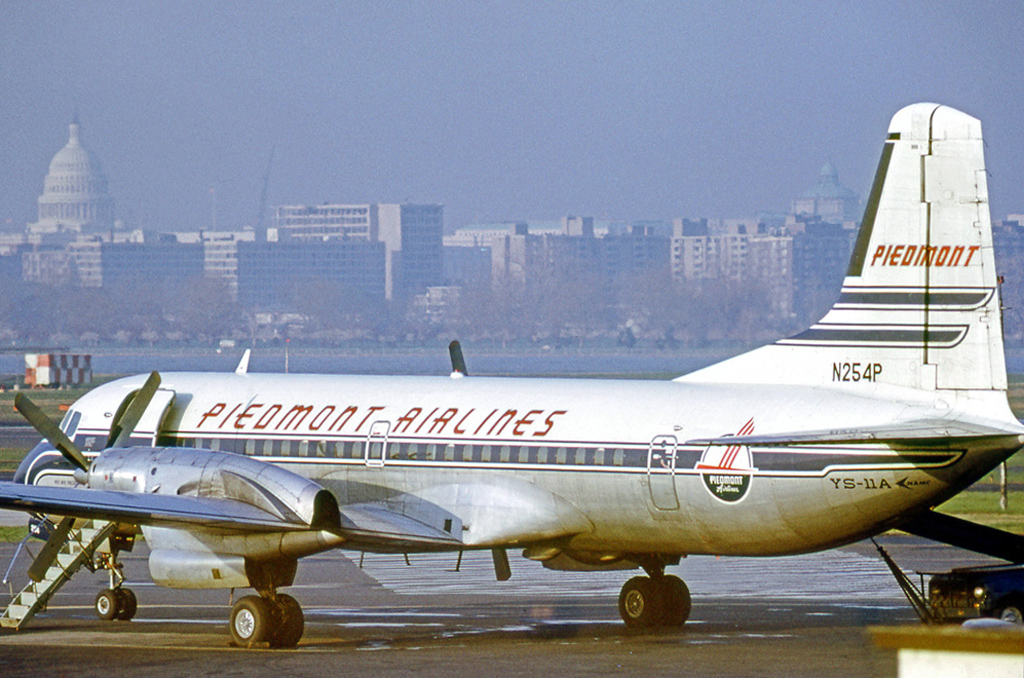
YS-11

1948年2月20日にピードモント航空として独立。当初はダグラス DC-3などでウィルミントンとオハイオ州シンシナティの間を運航した。その後もアトランタ、ニューヨーク、ナッシュビル、シカゴへ乗り入れ、1968年には日本航空機製造YS-11を主力機材として、アメリカ東南部に路線ネットワークを展開する中堅航空会社となった。

### 成長

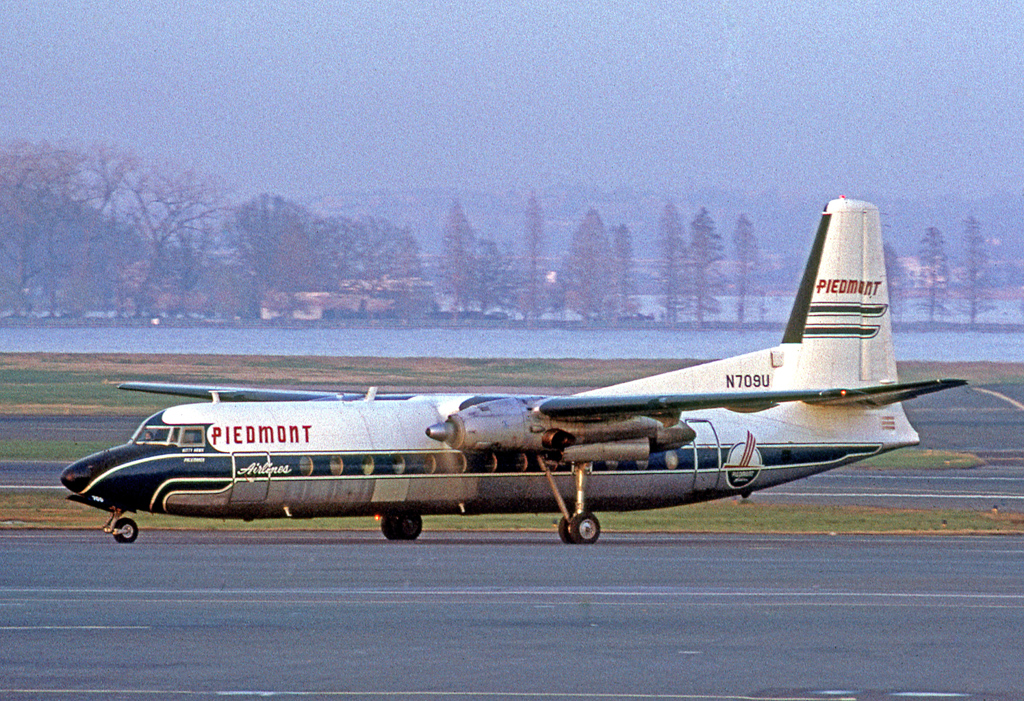
1972年に撮影されたフェアチャイルド FH-227

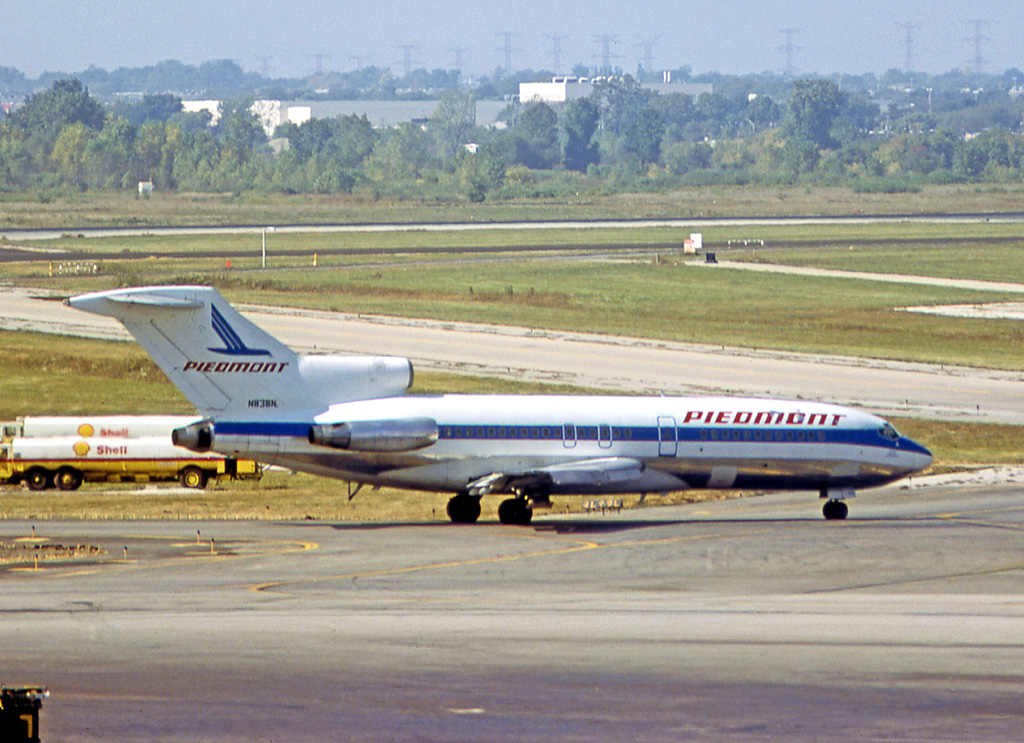
オヘア空港で撮影されたボーイング727

1978年8月に航空自由化政策が行なわれてからも事業の拡大は続き、フロリダ州・テキサス州へも路線を展開し、1970年代後半で有償旅客マイル数は34%増加、収益は1160万ドルに達することになった。航空規制緩和で、他社は一気に事業拡大を行い、大型機の導入を行なうところも多かったが、ピードモント航空は堅実に1路線ずつ拡大し、機材もボーイング737程度の大きさの機材を主力として導入していた。
1985年の時点で、乗り入れ都市は24州100都市にのぼり、売り上げは10億ドルを超え、利益も6670万ドルに達するなど、航空会社が設立されては消えるという航空規制緩和の波の中、着実に業績を伸ばしていた。1984年には「エアライン・オブ・ザ・イヤー」にも選ばれるなど、優良航空会社としての知名度も高くなっていた。

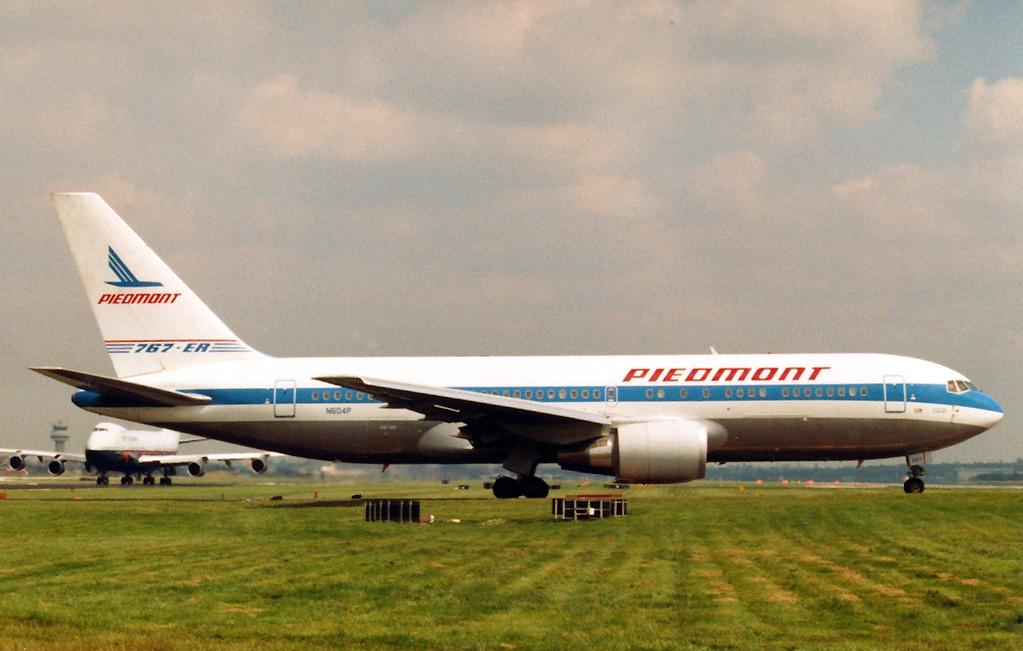
ボーイング767-201ER

航空規制緩和を受けて1980年代中盤からは国際線にも進出し、ボーイング767などの大型機材も導入し、カナダやバハマ、イギリスのロンドンへの国際線の運航を開始した。

### 突然の買収
1980年代後半の航空会社再編の波にも乗り、ピードモント航空は東海岸の路線網充実を計り、ニューヨーク州をベースとしていたエンパイア航空の買収に続いて、ペンシルベニア州をベースとしていたアルゲニー航空（USエアを経て、現在のアメリカン航空の前身の一つ）の買収に乗り出した。しかし、買収しようとしたアルゲニーも拡大を計って吸収合併を進めており社名をUSエアに変更の上、ピードモントに対し逆買収を仕掛けて対抗してきたのである。一年余りに及ぶ買収合戦は最終的に1987年4月にUSエアが「30ドルのピードモンド航空の株を40ドルで買う」と申し出たことにより、取締役会で買収されることが決定。USエアが16億ドルでピードモント航空を買収と言う結果となって終わりを迎える事となった。
この買収は、多くの社員にとっては突然の話であったという。ピードモント航空は現場主義の社風だったのに対し、USエアはコスト至上主義の社風だったため相性が悪かったうえ、ピードモント航空の社員であることを誇りに思う社員も多かったため、社員の多くは「なぜ買収提案を受け入れたのか。我々はCEOに裏切られた」と嘆いたという。突然の買収による社員の怒りの矛先はCEOに向けられ、格納庫ではCEOそっくりの人形が縛り首のように吊るされていたというほどだった。
結局、1989年8月5日に合併が完了、ピードモント航空の名は消えることになった。USエアはこの間にパシフィック・サウスウエスト航空も買収しており、更には経営破綻したトランプ・シャトルの路線網もUSエアウェイズシャトルとして承継してアメリカの大手航空会社となるが、1990年代から経営不振に苦しみ、最終的に2005年、規模が半分以下のアメリカウエスト航空に逆さ合併の形で合併されることとなる。

### 名称復活
現在では、USエアウェイズ傘下のフィーダー路線運航用の地域航空会社、"Henson Airlines"（1962年設立）が1993年にピードモント航空に改称し、USエアウェイズ・エキスプレスのブランド名でボンバルディアのダッシュ8シリーズを運航している。

## 機材概説

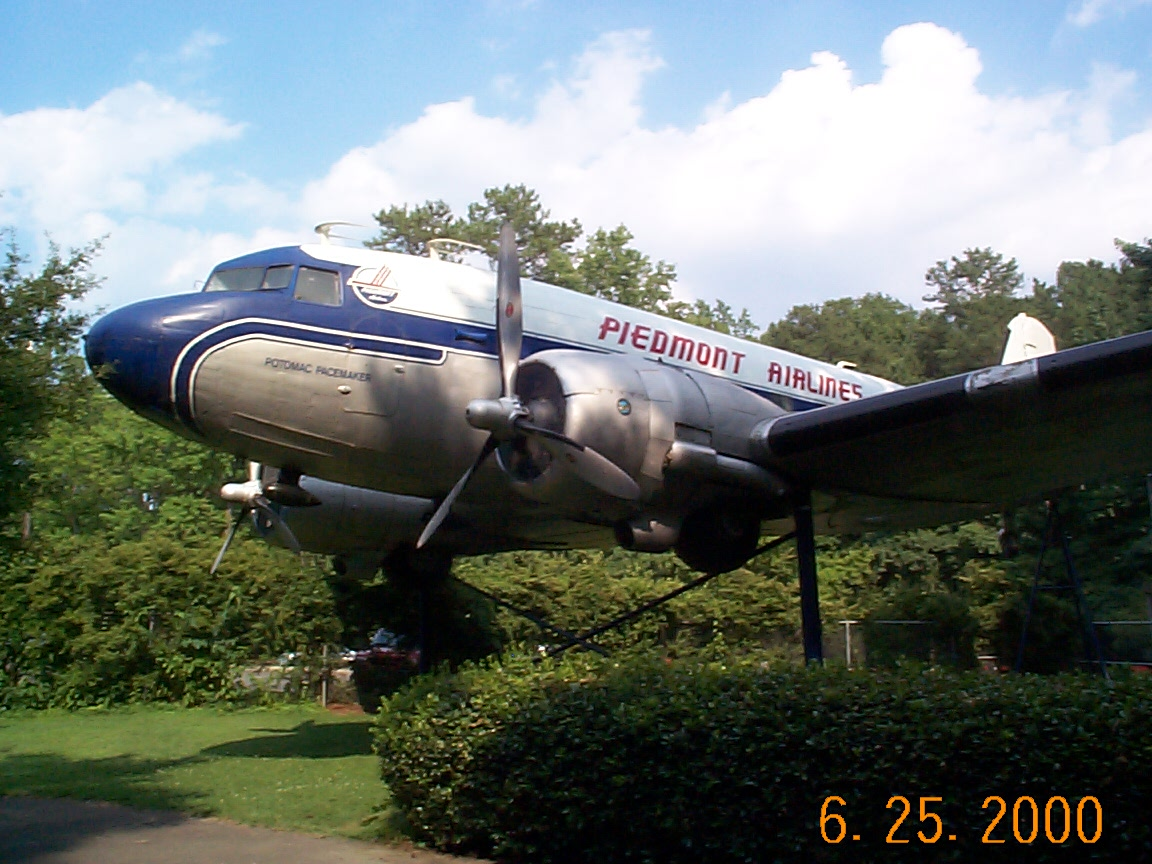
初期に使用されていたダグラスDC-3

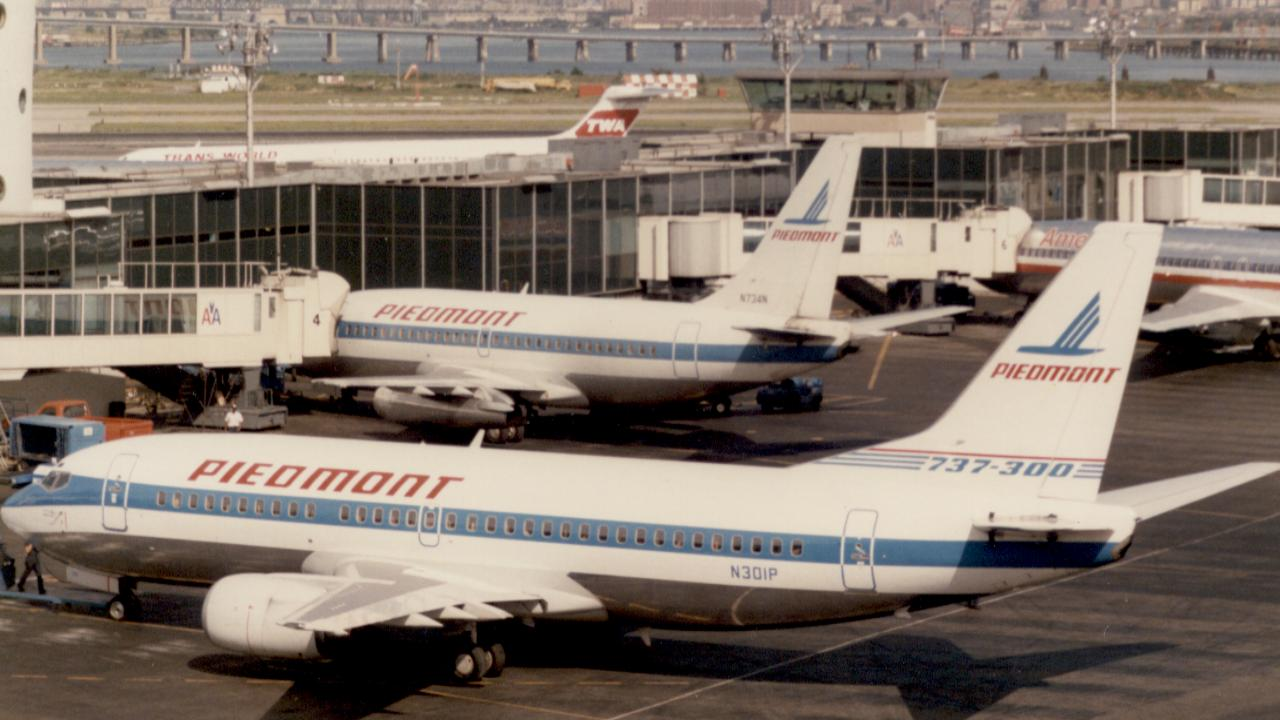
ボーイング737-300

1948年の運航開始時点ではダグラス DC-3を使用していた。その後マーチン4-0-4を導入、1958年には同社初のターボプロップ機としてフォッカーF27フレンドシップを導入した。
1967年には長距離用ジェット機としてボーイング727を導入。翌1968年にはジェット機としてボーイング737を、短距離用ターボプロップ機としてYS-11を21機導入した。YS-11がアメリカの航空会社に採用されたのがこれが初めてであるが、ピードモント航空からの要求は、YS-11の派生型仕様が製造されるきっかけともなった。YS-11とフェアチャイルドFH-227は1970年代の短距離路線の主力として使用された。
1980年代はボーイング737、フォッカーF28フェローシップが主力機で、国際線にはボーイング767も導入した。
ボーイング社製航空機の顧客番号（カスタマーコード）は「01」である。

## エピソード
- 優良航空会社の位置付けであったピードモント航空を買収したUSエアは、皮肉なことに1990年代は最も業績の悪いメジャーエアラインとして知られるようになったという[5][6]。その後同社は2002年と2004年の2度、連邦倒産法第11章（チャプター11）の適用を受けている。
- USエアとの合併と前後して退社した社員の中に、後にコンチネンタル航空の再建で広く名を知られるようになるゴードン・ベスーンとC.D.マクリーン、ジョージ・メイスンにジュン・ツルタ（鶴田国昭）がいた。ベスーンは1994年以降のコンチネンタル航空再建にあたって、ピードモント航空で運航・整備部門に携わっていたエキスパートとして、マクリーンを筆頭に3人をコンチネンタル航空に招いた。コンチネンタル航空の再生が報道された中で、1997年12月1日付「ビジネス・マンデー」誌は、ベスーンとその盟友CD・マクリーン、ジョージ・メイスンやツルタの4人に対して「Piedmond West」（ピードモントのマフィア）と呼んだ。

## 事件・事故
- ピードモント航空349便墜落事故
- ピードモント航空22便空中衝突事故